# Edith Stuyvesant Vanderbilt

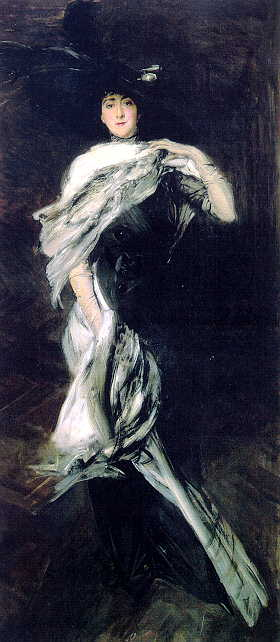
Giovanni Boldini: Porträt von Edith Vanderbilt, Öl auf Leinwand, 1900

Edith Stuyvesant Vanderbilt (* 17. Januar 1873 als Edith Stuyvesant Dresser in Newport, Rhode Island; † 21. Dezember 1958 in Providence, Rhode Island) war eine US-amerikanische Kunstmäzenin, Frauenrechtlerin und High-Society-Lady in der New Yorker Gesellschaft.

## Leben
Edith Stuyvesant stammte aus einer prominenten Familie. Ihr Vater war Major George Warren Dresser (1837–1883), Sohn von George Andrew Dresser und dessen Frau Hannah Brown. Er war US-Senator und Erbe eines großen Vermögens. Ihre Mutter Susan Fish LeRoy (1834–1883) war die Tochter des wohlhabenden Händlers Daniel LeRoy und dessen Frau Susan Elizabeth Fish, eine Tochter von Lieutenant Colonel Nicholas Fish, einem New Yorker Anwalt, Ratsherren und General im Amerikanischen Unabhängigkeitskrieg und dessen Frau Elizabeth Stuyvesant, einer Ururenkelin von Petrus Stuyvesant, erster Gouverneur und Begründer der Stadt New York City. Edith war eine Nichte des Politikers Hamilton Fish (1808–1893) und von Daniel LeRoy Dresser, dem Präsidenten der Trust Company of the Republic.
Edith Vanderbilt hatte drei Schwestern:
- Susan LeRoy Dresser ⚭ 1899 Vicomte Romain d’Osmay, französischer Adeliger
- Natalie Bayard Dresser (1869–1950) ⚭ 1897 John Nicholas Brown, Präsident der Lonsdale Company
- Pauline Georgine Warren Dresser ⚭ 1897 Rev. George Grenville Merrill, Pastor der St. Mary’s Protestant Episcopal Church in Tuxedo, New York

Ihre Eltern starben am 27. Mai 1883 bei einem Regattaunfall vor der Küste von Rhode Island. Die zehnjährige Edith wuchs zusammen mit ihren Schwestern bei deren Großmutter mütterlicherseits, Susan Elizabeth LeRoy (1805–1892) auf. Ihre Kindheit drehte sich um perfektes Benehmen und die gesellschaftliche Repräsentation. Sie besuchte das französische Mädchen-Internat Les Ruches in Fontainebleau von Mademoiselle Marie Souvestre.
Am 1. Juni 1898 heiratete sie in Paris den reichen Erben George Washington Vanderbilt II (1862–1914), jüngster Sohn von William Henry Vanderbilt und seiner Frau Maria Louisa Kissam. Aus der Verbindung ging eine Tochter, Cornelia Stuyvesant Vanderbilt (1900–1976) hervor. Zusammen mit ihrem Mann reiste sie viel und fand schnell Kontakt zur europäischen High Society in London, Paris, Venedig, Rom, Capri und München. Die Bankette, Tanzbälle, Gartenpartys, Dinners, Fuchsjagden, Tanzabende und Kostümfeste der europäischen Hoch- und amerikanischen Geldaristokratie waren berühmt und füllten die Gesellschaftsspalten der Zeitungen. Um vor der Hektik des Lebens zu entfliehen, zog sich das Ehepaar in deren Herrenhaus Biltmore Estate, erbaut vom Architekten Richard Morris Hunt in Asheville in North Carolina zurück.

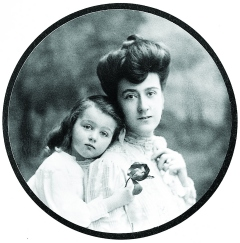
Edith Vanderbilt mit ihrer Tochter Cornelia, um 1902

Zusammen mit Alva Vanderbilt Belmont (1853–1933), der ersten Ehefrau ihres Schwagers William Kissam Vanderbilt (1849–1920), engagierte sich Edith zusammen mit Anna Howard Shaw, Lucy Burns und Alice Paul und einer Reihe anderer Frauen zwischen 1912 und 1920 im erfolgreichen Kampf um das Frauenwahlrecht in den USA. Ein besonders freundschaftliches Verhältnis unterhielt sie zu ihrer Nichte Consuelo Vanderbilt (1877–1964), Lady Spencer-Churchill, Duchess of Marlborough und zu Gertrude Vanderbilt Whitney. In Porträts und Fotografien zahlreicher Künstler verewigt, wurde Edith Stuyvesant Vanderbilt als meistgemalte Frau der Vereinigten Staaten berühmt. Mit vielen Künstlern war sie persönlich befreundet, unter anderem mit James McNeill Whistler, Giovanni Boldini, John Singer Sargent, Cecil Beaton, Auguste Renoir und Adolphe de Meyer.
Im Frühjahr 1912 bereiste das Ehepaar Europa und buchte eine Passage Erster Klasse auf der Titanic, die am 10. April 1912 vom südenglischen Southampton nach New York ablegte. In der nordfranzösischen Hafenstadt Cherbourg wollte das Paar an Bord des Luxusliners gehen. Durch ein Telegramm von Ediths Schwester Susan, die eine Vorahnung äußerte, ließen die Vanderbilts von ihrem Vorhaben ab und stornierten die Reise am Tag der Abfahrt. Ihr Gepäck und ihr Diener Edwin Wheeler befanden sich bereits an Bord, Wheeler sollte nun die Überführung des Gepäcks seiner Dienstherren nach New York überwachen. In den frühen Morgenstunden des 15. April kollidierte das Schiff mit einem Eisberg; von den 2207 Menschen an Bord kamen über 1500 ums Leben, darunter Edwin Wheeler.
Im Jahr 1914 starb ihr Ehemann während einer Operation an den Folgen eines Anästhesiefehlers. Am 22. Oktober 1925 ging sie in London eine erneute Ehe mit dem US-Senator von Rhode Island, Peter Goelet Gerry (1879–1957) ein. Die Ehe verlief allen Berichten zufolge glücklich.
Edith Stuyvesant Gerry starb am 21. Dezember 1958 in Providence. Aus ihrem Nachlass kam im Folgejahr das Gemälde Die Ruhepause von Édouard Manet als Stiftung in das dortige Rhode Island School of Design Museum. Vom selben Künstler stiftete sie der National Gallery of Art in Washington D. C. das Bild Der Tragöde, sowie von James McNeill Whistler ein Selbstporträt und ein Bildnis ihres ersten Ehemannes George Washington Vanderbilt II.

### Gemälde der Stiftung Edith Stuyvesant Gerry

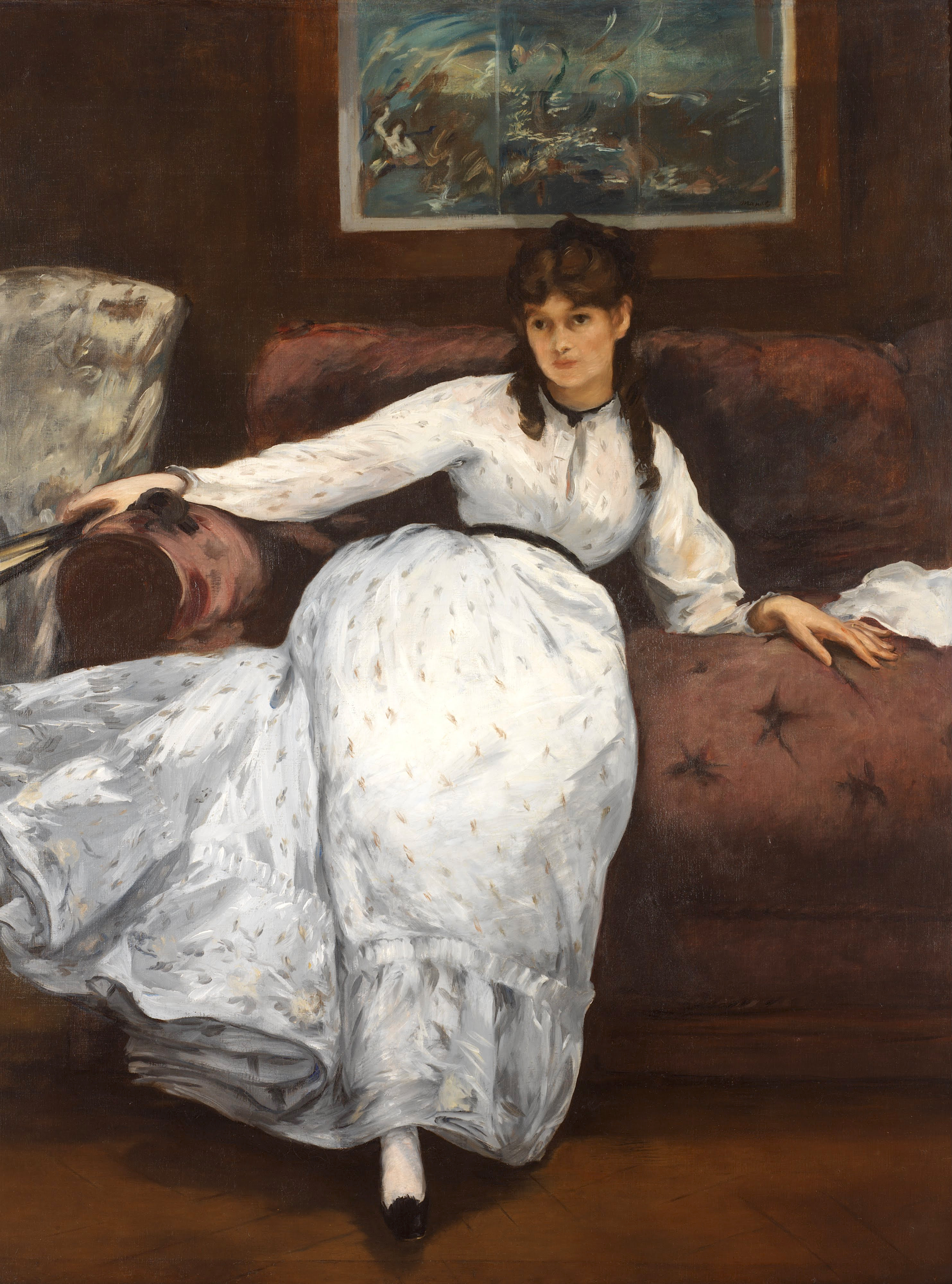
Édouard Manet: Die Ruhepause
Édouard Manet: Der Tragöde
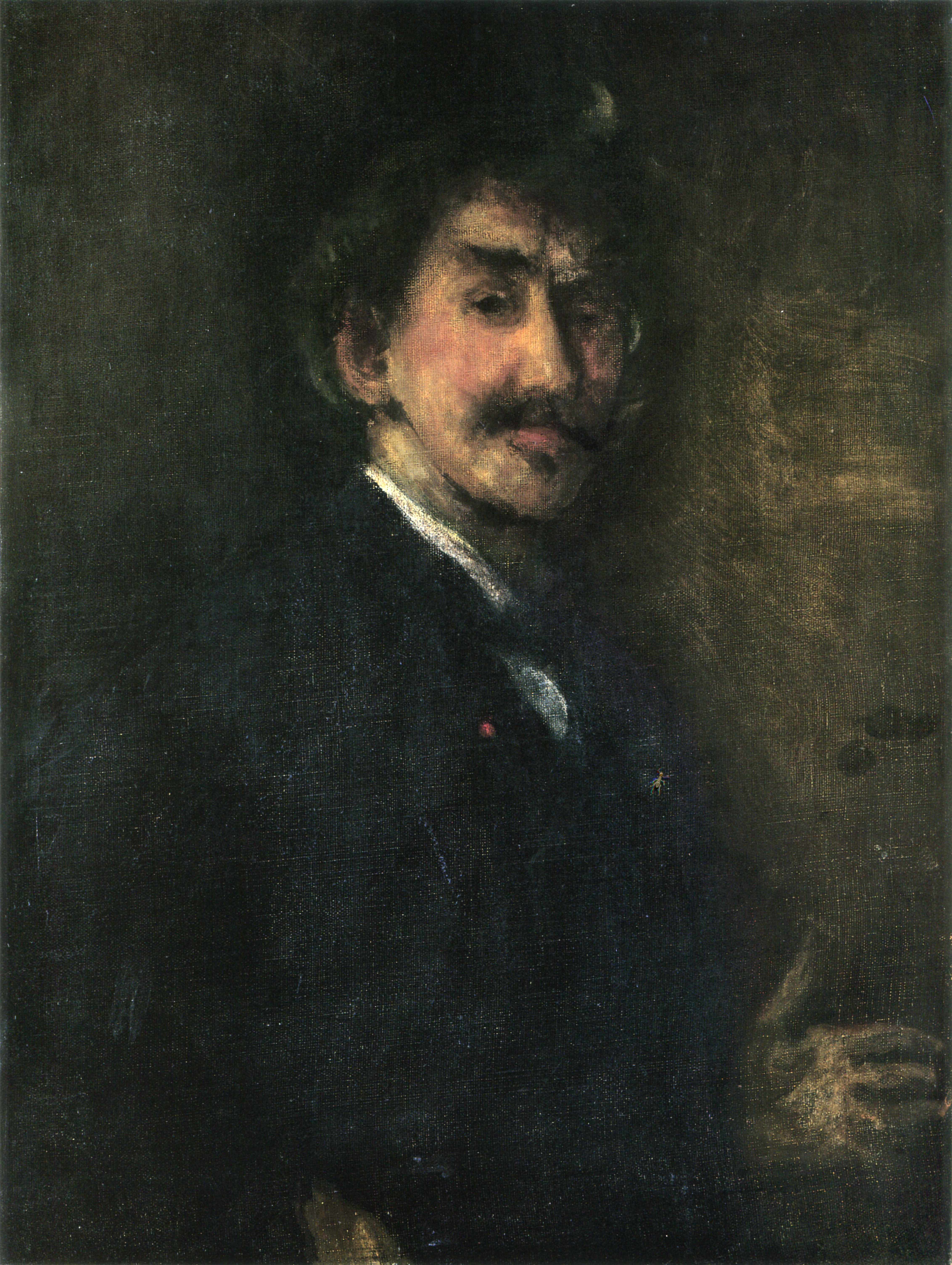
James McNeill Whistler: Selbstporträt
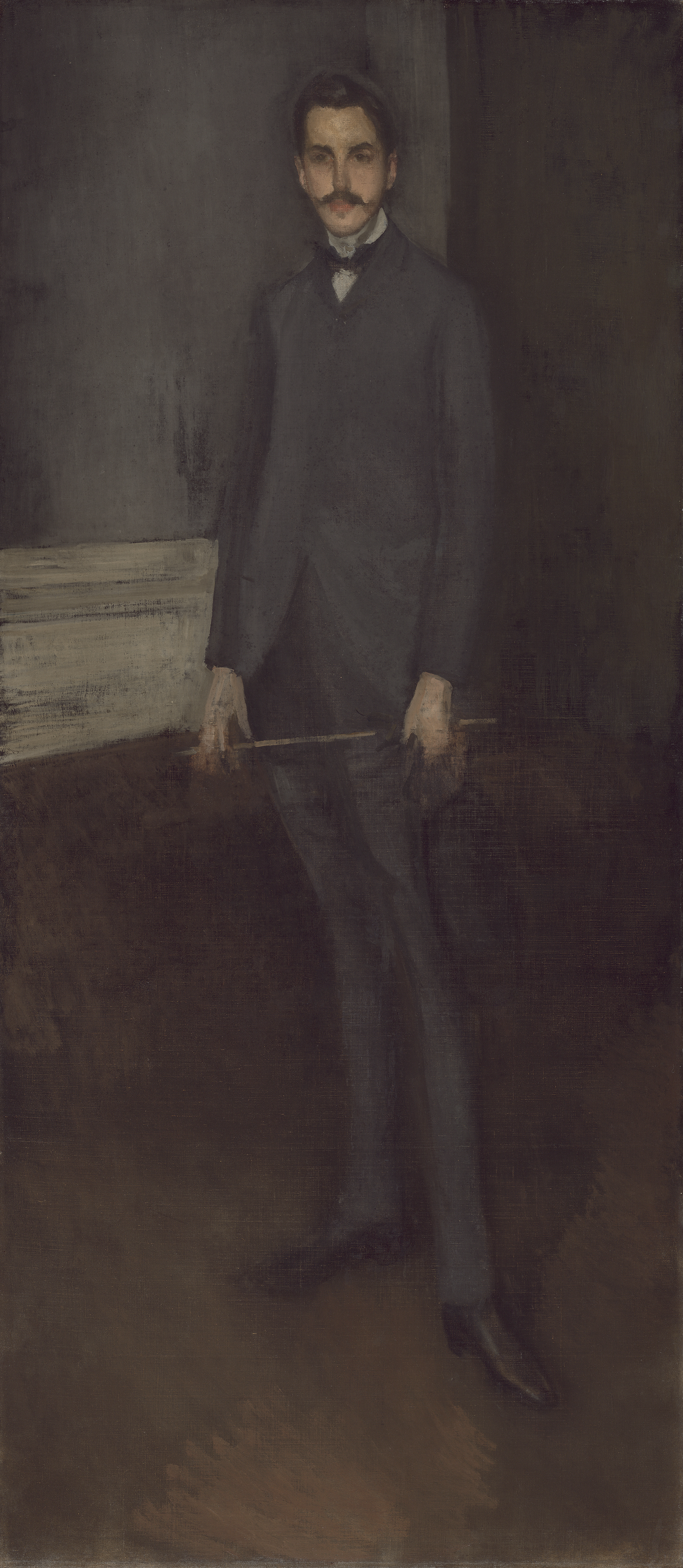
James McNeill Whistler: Porträt George W. Vanderbilt